# Lasippa ioannis
Lasippa ioannis är en fjärilsart som beskrevs av John Nevill Eliot 1959. Lasippa ioannis ingår i släktet Lasippa och familjen praktfjärilar. Inga underarter finns listade i Catalogue of Life.